# Noël Soetaert
Noël Soetaert (Westende, 23 november 1949) is een Belgisch voormalig baanwielrenner.

## Carrière
Soetaert behaalde een aantal medailles op het Belgisch kampioenschap bij de amateurs. Hij nam in 1972 deel aan de Olympische Spelen waar hij deelnam aan de Tandem samen met Manu Snellinx en 5e werd.

## Overwinningen
| Jaar     | BK              | EK       | WK       | Overige                      |
| Amateurs | Amateurs        | Amateurs | Amateurs | Amateurs                     |
| -------- | --------------- | -------- | -------- | ---------------------------- |
| 1969     | Sprint          |          |          |                              |
| 1970     | Tandem · Sprint |          |          |                              |
| 1971     | Tandem · 1km    |          |          |                              |
| 1972     | Tandem          |          |          | Olympische Spelen: 5e Tandem |